# Parafia św. Mikołaja w Ujściu
Parafia św. Mikołaja w Ujściu – parafia rzymskokatolicka w Ujściu, w dekanacie chodzieskim, w archidiecezji gnieźnieńskiej. Obejmuje miasto Ujście oraz Nową Wieś Ujską, Mirosław, Chrustowo, Jabłonowo i Nietuszkowo.

## Historia
Parafia w Ujściu istniała już prawdopodobnie w czasach pierwszego państwa polskiego; od zarania dziejów wchodziła w skład archidiecezji poznańskiej. Aż do 1918 roku parafię tworzyły miasto Ujście oraz okoliczne wsie. Po roku 1918, kiedy to zmieniły się granice państwa, a Ujście stało się miasteczkiem granicznym, w jej granicach pozostały wsie na południe od Noteci, Byszki oraz południowa część Ujścia – niemieckie terytorium przynależało do Niezależnej Prałatury Pilskiej.
Od 1945 do 2002 roku do parafii należały miasto Ujście, Byszki, Nowa Wieś Ujska, Mirosław, Jabłonowo oraz Nietuszkowo. W 1972 roku papież Paweł VI ustanowił nowe diecezje w Polsce, które pokrywały się z przedwojennymi granicami Polski i Niemiec – a to oznaczało, że północna część Ujścia znalazła się w granicach innej diecezji. Podział zwiększył się jeszcze bardziej w 1992, kiedy to papież Jan Paweł II ustanowił diecezję koszalińsko-kołobrzeską. W ten sposób Ujście znalazło się w granicach trzech jednostek administracyjnych (diecezji koszalińsko-kołobrzeskiej na północy, archidiecezji gnieźnieńskiej pomiędzy Gwdą a Notecią oraz archidiecezji poznańskiej na południe od Noteci. Byszki trafiły do archidiecezji gnieźnieńskiej. W 2002 roku, kiedy utworzono Parafię Matki Bożej Częstochowskiej w Pile-Motylewie, mieszkańcy północnej części Ujścia zostali włączeni do tejże parafii.
Dekretem papieża z 23 marca 2004 zmieniono granice trzech diecezji: gnieźnieńskiej, poznańskiej i włocławskiej) oraz w osobnym dekrecie utworzono diecezję bydgoską. W rezultacie całe miasto Ujście trafiło do archidiecezji gnieźnieńskiej, a wieś Byszki do diecezji bydgoskiej.

## Pielgrzymki
Corocznie od 1997 z parafii odbywa się piesza pielgrzymka do Skrzatusza, do sanktuarium Wniebowzięcia Najświętszej Maryi Panny, gdzie znajduje się pietà Matki Boskiej Bolesnej. Pielgrzymi pokonują ok. 30 kilometrów.